# Ligne 130 (Infrabel)
Pour les articles homonymes, voir Ligne 130.
La ligne 130 Namur - Tamines - Charleroi Sud, dite « ligne de la basse Sambre » dessert une vallée industrielle émaillée de charbonnages et d'industries sidérurgiques et extractives : carrières, et par le passé, mines.
La ligne serpente entre les méandres de la Sambre qu'elle franchit à plusieurs reprises afin d'en desservir les deux rives. Sa vitesse de référence était jusqu'en 2020 de 100 km/h entre Namur et Auvelais, ce qui induisait des temps de parcours peu performants pour une ligne reliant des villes importantes. Infrabel a donc réalisé des travaux prévus de longue date pour la correction de certaines courbes afin d'en relever la vitesse à 120 km/h.
Vu l'impossibilité d'améliorer significativement ces temps de parcours, les pouvoirs publics wallons (gouvernement Di Rupo I) ont repris à leur compte au début des années 2000 la proposition des services d'étude de la SNCB de création d'une ligne à grande vitesse entre Ottignies et Namur Nord (Daussoulx / Rhisnes) d'une part et l'Aéroport de Charleroi Bruxelles-Sud (Gosselies) d'autre part en longeant l'autoroute A15 / E42. Ce projet, qui s'inscrivait dans le cadre du plan d'investissement 2001-2010 de la SNCB fut rapidement abandonné vu son coût et sa valeur ajoutée très relative (absence de desserte de localités intermédiaires notamment) .
Les deux extrémités (entre Namur et la gare de triage de Ronet d'une part, et entre Charleroi et le faisceau de Châtelet de l'autre) de la ligne ont été portées à quatre voies afin de dissocier les importants trafics de fret et de voyageur qui les parcourent.
Il fut également un temps envisagé de porter à trois voies la section comprise entre Namur et Auvelais, et ce, de pair avec la mise à double voie de la L 147 entre Auvelais et Fleurus. Les améliorations réalisées en 2019 et 2020 sur ce tronçon n'ont toutefois pas repris cette idée.

## Historique
- La loi du 26 mai 1837 ajoute au réseau originel des chemins de fer de l’État belge une série de lignes desservant Courtrai, Mouscron, Tournai ainsi que la ville de Namur et les provinces du Limbourg et du Luxembourg. Le tracé d'origine de la ligne de Charleroi à Namur, prévu par l'arrêté royal du 26 août 1838 devait éviter la vallée de la Sambre[4]. Finalement la ligne fut intégralement construite dans la vallée de la Sambre.
- Le 20 juillet 1843 circule le tout premier train sur la ligne. Il s'agit d'un train d'essais qui parcourut la distance séparant Bruxelles de Namur, via Braine-le-Comte et Charleroi, en 4 h[5].
- La ligne est inaugurée le 31 juillet 1843 par l’État Belge[6]. Elle fait initialement partie d'une liaison Braine-le-Comte - Charleroi - Namur.
- À l'origine, seul le tronçon Charleroi - Châtelet est à double voie. Le reste de la ligne sera dédoublé en 1853.
- À sa création, la Compagnie du Nord - Belge négocia des droits de passage sur cette ligne, qui était idéalement située entre ses deux lignes (la ligne d'Erquelinnes à Charleroi et celle de Namur à Liège). Ils y firent circuler des trains directs et semi-directs (dont certains allaient jusque Paris) jusqu'en 1940.
- Jusqu'en 1856, cette ligne était le seul moyen de relier Bruxelles à Namur. La ligne de chemin de fer, privée, de la Grande Compagnie du Luxembourg (nationalisée en 1873) permettra de réaliser un trajet beaucoup plus direct entre ces deux villes.
- En 1932, la SNCB y déploie pour la première fois une signalisation uniquement lumineuse (sans palettes mécaniques).
- Après avoir électrifié les lignes Bruxelles - Charleroi (L124) et Bruxelles - Namur (L161), la SNCB électrifiera dans un premier temps la section Jemeppe-sur-Sambre - Namur, simultanément avec la ligne 144 comme itinéraire d'évitement de la pente de Rhisnes. L'électrification du reste de la ligne 130 sera inaugurée trois ans plus tard en 1959.
- Entre le 3 novembre 2018 et le 23 février 2020, la ligne fait l'objet d'une adaptation du tracé de ses courbes les plus serrées afin d'en relever la vitesse de référence là où c'est possible[2].

## Profil et tracé
La pente de cette ligne, établie le long d'un cours d'eau, est quasi-nulle mais le tracé est en revanche sinueux avec de nombreuses courbes, parfois serrées, et de très nombreuses bifurcations et embranchements, ce qui limite la vitesse maximale des trains.

### Ouvrages d'art

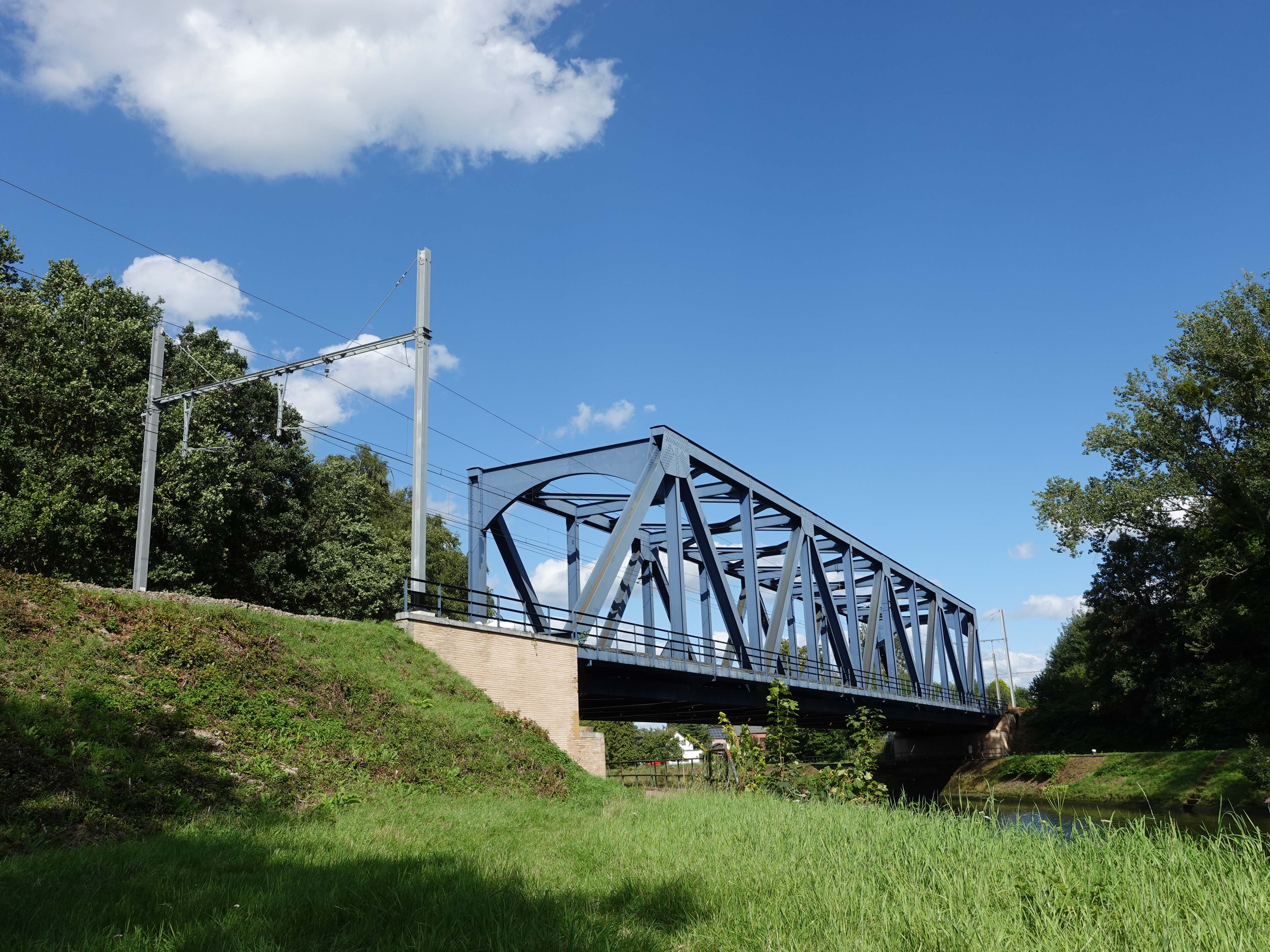
Pont sur la Sambre entre Franière et Moustier.

La ligne franchit la Sambre à neuf reprises : de part et d'autre des gares de Floreffe, Franière, Auvelais, Tamines, Farciennes et finalement entre Montignies-sur-Sambre et Couillet. Les ponts sont des ponts métalliques, dont plusieurs ponts-cage, dont la longueur oscille entre 50 et 70 mètres.
Le reste de la ligne ne comporte pas d'ouvrages d'art majeurs et les terrassements sont modérés, mis à part une longue tranchée qui coupe un méandre de la Sambre près de Moustier.

## Utilisation

### Historique
La ligne a autrefois connu un trafic marchandises très intense, à la fois des trains locaux et des trains à longue distance se prolongeant vers Liège, l'Athus-Meuse (surtout des trains de minerai et de coke) et la Ligne du Luxembourg (surtout des trains internationaux). La desserte locale alimentait les très nombreuses usines de toute sorte de la vallée de la Sambre et se faisait à l'aide de locomotives de manœuvres pour les trains les plus légers. La nationalisation du Nord-Belge a permis aux trains de l'Athus-Meuse d'emprunter la ligne, plus facile entre Dinant et Namur au lieu de la ligne 150 entre Dinant et Tamines. Ce trafic reporté empruntait ensuite la ligne 130 sur toute sa longueur (il l'empruntait déjà entre Tamines et Charleroi avant-guerre).
Un trafic voyageurs soutenu existait aussi avec de nombreux trains omnibus ainsi que des directs et semi-directs le long de la dorsale wallonne. Il existait aussi des trains internationaux (Trans-Europ-Express[réf. nécessaire] et trains de nuit) qui reliaient par exemple Paris à Cologne, voire plus loin (Nord-Express et Scandinavie Express).
Le développement du transport aérien a eu raison de ces trains internationaux et la fermeture de nombreuses usines a entraîné une réduction du nombre de dessertes marchandises et omnibus. Jusqu'en 2015, il existait une desserte Thalys entre Liège et Paris via Charleroi et Mons, le Thalys wallon.

### Aujourd'hui

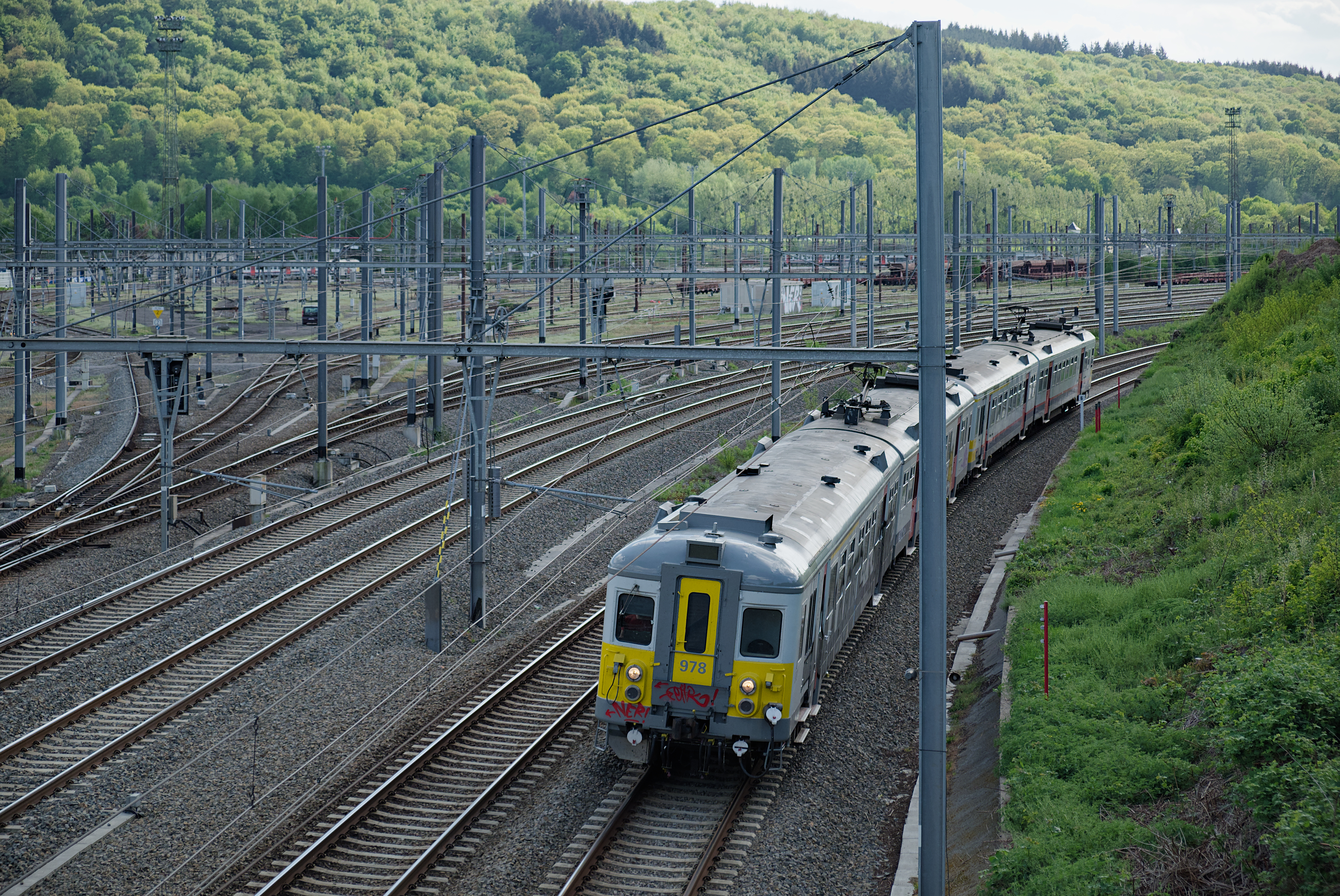
SNCB AM Cityrail quittant la gare de triage de Ronet.

D’après le plan de transport de décembre 2018, la desserte voyageurs actuelle se compose :   

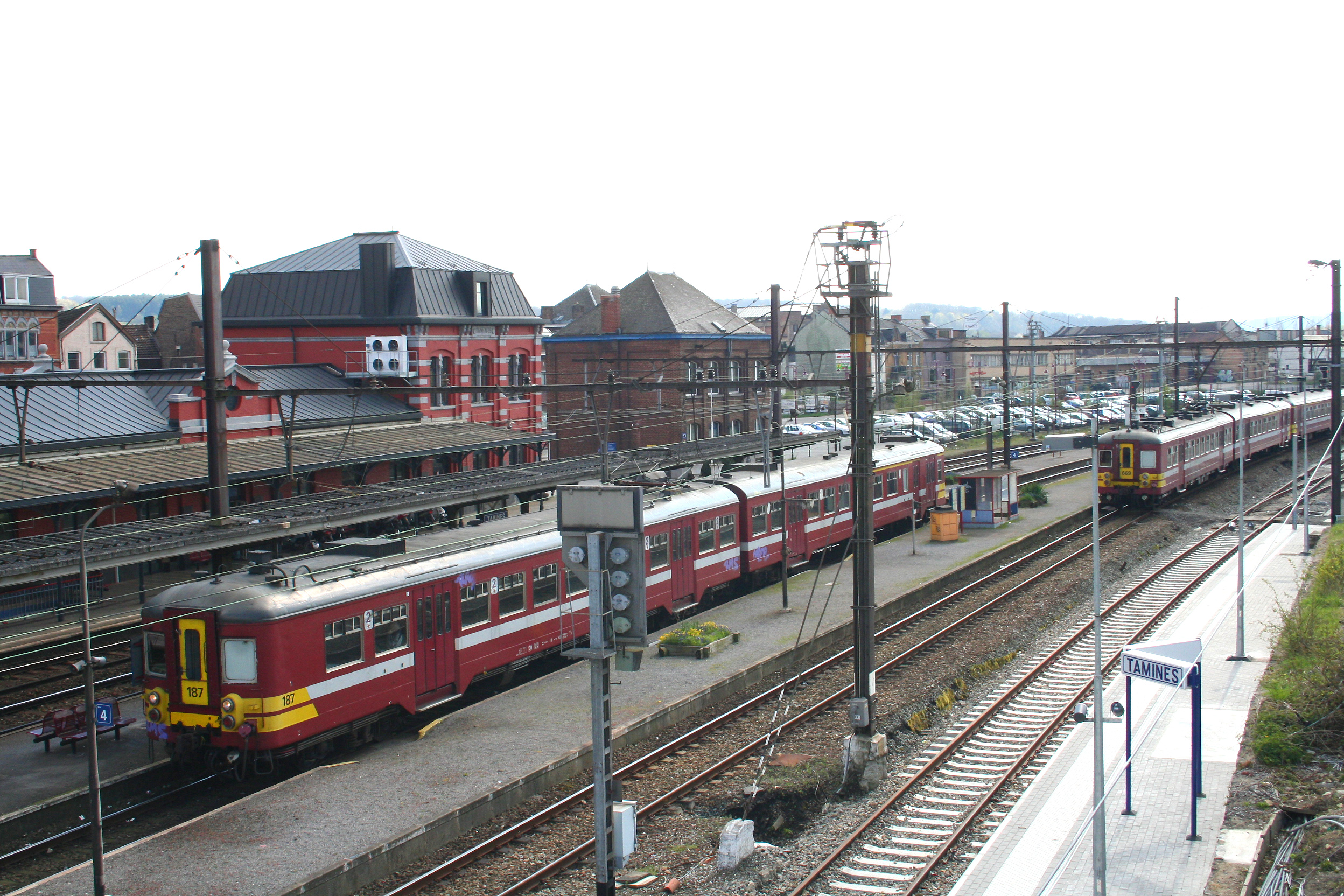
Les voies de la gare de Tamines.

- de trains Suburbains (S 61) du réseau express régional de Charleroi sur tout le tracé de la ligne : (Wavre - Ottignies -) Charleroi-Central - Namur (- Jambes). Cette relation est cadencée toutes les demi-heures en semaine et toutes les deux heures le week-end.
- de deux trains InterCity (IC), le premier reliant Liers (près de Liège) à Mons, le second reliant Namur à Tournai ou Lille-Flandres.
- d'une desserte InterCity Namur - Charleroi - Maubeuge (2 trains par jour) qui permet ensuite d'atteindre Paris en réalisant une correspondance. Cette desserte prend fin définitivement le 11 décembre 2022.

- Quelques trains de pointe (P) partent de la ligne 130 (à Tamines ou Jemeppe-sur-Sambre) et rallient Gembloux par la ligne 144 (six trains par jour).
- Des trains P directs entre Bruxelles et Charleroi sont prolongés jusqu'à Châtelet et Jemeppe-sur-Sambre. En pratique, deux de ces trains partent le matin de Jemeppe-sur-Sambre en direction de Bruxelles et (gare de Schaerbeek) et deux trains font le parcours inverse le soir.

Le trafic marchandise est assez diversifié, avec deux types prédominants :
- Les produits sidérurgiques issus des bassins de Charleroi et Liège à destination de la France, l'Allemagne ou entre ces bassins.
- le trafic de conteneurs de transit. Ce dernier s'est effondré depuis le début des années 2010, date à laquelle la gare de formation de Ronet a perdu son statut de « hub » de la filiale TRW (Transport Route Wagon) de la SNCB au profit d'Anvers à la suite d'une fusison avec IFB (Inter Ferry Boat), autre filiale de la SNCB [9]

Outre le trafic est - ouest, la section Auvelais - Namur est incorporée au corridor "Sibelit" (qui relie les ports de Flandre à l'est de la France (Bâle, Lyon) et à la Suisse et l'Italie). Un relais de traction est généralement organisé à Ronet.